# Biezenmortel
Biezenmortel est un village situé dans la commune néerlandaise de Tilbourg, dans la province du Brabant-Septentrional. Le 1er janvier 2007, le village comptait 1 400 habitants.